# Dorfkirche Arensberg

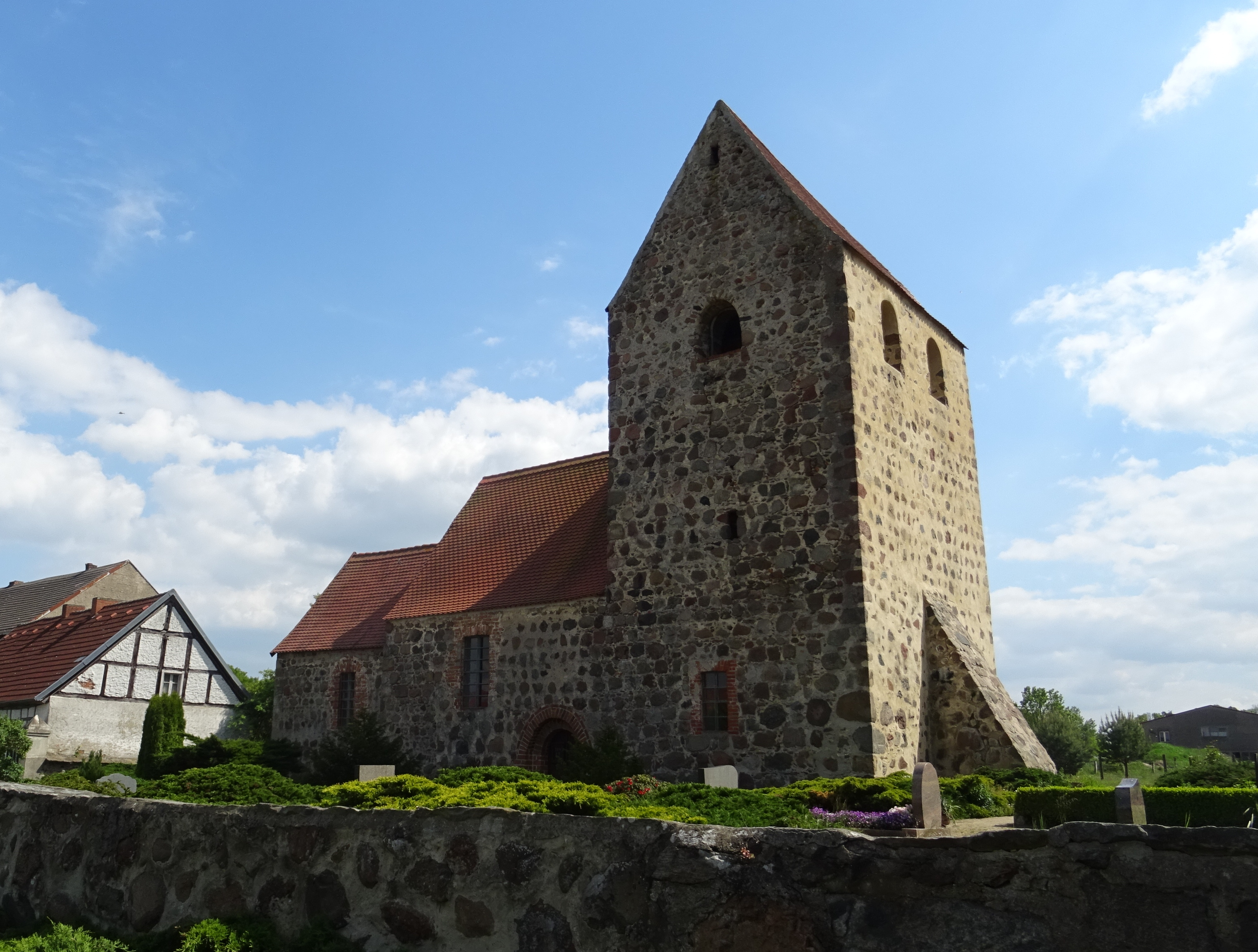
Dorfkirche Arensberg

Die evangelische Dorfkirche Arensberg ist eine romanische Saalkirche im Ortsteil Arensberg von Bismark (Altmark) im Landkreis Stendal in Sachsen-Anhalt. Sie gehört zum Pfarrbereich Bismark im Kirchenkreis Stendal der Evangelischen Kirche in Mitteldeutschland.

## Geschichte und Architektur
Die Kirche ist eine kleine romanische Saalkirche aus Feldstein mit eingezogenem nahezu quadratischem Chor und Westquerturm aus der ersten Hälfte des 13. Jahrhunderts; ein umfassender Umbau erfolgte in den Jahren 1800/1807, dabei wurden unter anderem die Fenster vergrößert. In ursprünglicher Form sind nur ein romanisches Rundbogenfenster an der Ostseite, die Priesterpforte an der nördlichen Chorseite mit Feldsteingewände und das leicht spitzbogige Schiffsportal mit abgetrepptem Backsteingewände sowie die rundbogigen Schallöffnungen erhalten. Im Innern ist der Turm mit zwei Quertonnengewölben aus Feldstein in zwei Geschossen eingewölbt. Deshalb musste ein mächtiger Pfeiler im 19. Jahrhundert an der Turmwestwand angebaut werden.
Im Innern ist das Schiff flachgedeckt, der Chor mit einem kuppeligen Kreuzgratgewölbe aus Feldstein geschlossen. Ein mächtiger spitzbogiger Durchgang trennt das Schiff vom Turmraum, vom Chor ist es durch einen rundbogigen Triumphbogen geschieden. Die Gewölbemalerei stammt wohl vom Ende des 15. Jahrhunderts, sie wurde in den Jahren 1933/1935 aufgedeckt und stark übergangen. Dargestellt ist im Chorgewölbe nach Osten der Gnadenstuhl, in den Gewölbezwickeln die vier Evangelisten in Medaillons, alles ist von Rankenwerk umgeben, das an der Bogenöffnung zum Turm mit Wilden Männern und szenischen Darstellungen bereichert ist.

## Ausstattung
Das Hauptstück der Ausstattung bildet ein dreiteiliges geschnitztes Flügelretabel aus der Zeit um 1480/1490, im Schrein ist Maria auf der Mondsichel dargestellt, die von zwei Engeln gehalten wird, vor einer gemalten Mandorla; links und rechts sind der Heilige Christophorus und Jakobus Major zu sehen, in den Flügeln in zwei Reihen die zwölf Apostel. Eine schlichte Kanzel und ein Pfarrstuhl aus der Zeit um 1600 sind mit Pilastergliederung mit Beschlagwerkornament verziert. Eine Glocke wurde im Jahr 1525 von Arndt Blome gegossen.